# Caixanova
Caixanova, nom comercial de la Caixa de Aforros de Vigo, Ourense e Pontevedra, era una caixa d'estalvis gallega activa entre els anys 2000 i 2010.
Es va constituir el 17 de juliol de 2000 després de la fusió de la Caixa de Aforros Municipal de Vigo (fundada el 1880), la Caixa de Aforros Provincial de Ourense (fundada el 1933) i la Caixa de Aforros Provincial de Pontevedra (fundada el 1930).
El desembre de 2010 es va produir la seva extinció en fusionar-se amb Caixa Galicia, creant Novacaixagalicia. La caixa d'estalvis resultant de la fusió va cedir un any més tard el seu negoci bancari, xarxa d'oficines i cartera de clients a una nova entitat bancària, NCG Banco, de la qual la caixa era la propietària.
Caixanova conformava amb el Banco Gallego, del que posseïa el 49% del seu capital social, la primera plataforma financera de Galícia integrada per una caixa i un banc, amb un volum de negoci al voltant dels 70.000 milions d'euros.